# Herøya (Hole)
Herøya est une île de la commune de Hole,  dans le comté de Buskerud en Norvège.

## Description
Herøya est situé sur le côté ouest du Steinsfjorden (en), le bras nord-est du Tyrifjord dans la municipalité de Hole. L'île mesure environ 1,3 km de long, et elle est la plus grande du Steinsfjorden. Elle est surtout connue pour les maisons de vacances Herøya, qui appartient à Oslo Sporveiers Arbeiderforening.